# Coppa panamericana maschile under 23 di pallavolo 2016
La Coppa panamericana maschile under 23 di pallavolo 2016, 3ª edizione dell'omonima competizione maschile di pallavolo, si è svolta dal 5 al 10 settembre 2016 a Guanajuato, in Messico: al torneo hanno partecipato nove squadre nazionali Under-23 nordamericane e sudamericane e la vittoria finale è andata per la prima volta all'Argentina.

## Impianti
|                                                             |  |  |
|                                                             |  |  |
| La Colmena Città: Guanajuato Capienza: - Anno d'apertura: - |  |  |

## Regolamento

### Formula
Le squadre hanno disputato una prima fase a gironi con formula del girone all'italiana; al termine della prima fase:
- Le due migliori prime classificate hanno acceduto direttamente alle semifinali.
- La terza migliore prima classificata e le seconde classificate hanno acceduto ai quarti di finale; le due formazioni vincitrici hanno acceduto alle semifinali, mentre le due sconfitte hanno acceduto alla finale per il quinto posto.
- Le migliore terza classificata ha acceduto direttamente alla finale per il settimo posto.
- Le altre due terze classificate hanno acceduto alla finale per il nono posto; la formazione vincitrice ha acceduto alla finale per settimo posto.

### Criteri di classifica
Se il risultato finale è stato di 3-0 sono stati assegnati 5 punti alla squadra vincente e 0 a quella sconfitta, se il risultato finale è stato di 3-1 sono stati assegnati 4 punti alla squadra vincente e 1 a quella sconfitta, se il risultato finale è stato di 3-2 sono stati assegnati 3 punti alla squadra vincente e 2 a quella sconfitta.
L'ordine del posizionamento in classifica è stato definito in base a:
- Numero di partite vinte;
- Punti;
- Ratio dei set vinti/persi;
- Ratio dei punti realizzati/subiti;
- Risultati degli scontri diretti.

## Squadre partecipanti
| Squadra           | Qualificazione      | Ultima partecipazione |
| ----------------- | ------------------- | --------------------- |
| Argentina         | -                   | Canada 2012           |
| Cile              | -                   | Debutto               |
| Colombia          | -                   | Debutto               |
| Cuba              | -                   | Cuba 2014             |
| Guatemala         | -                   | Cuba 2014             |
| Messico           | Paese organizzatore | Cuba 2014             |
| Rep. Dominicana   | -                   | Cuba 2014             |
| Saint Lucia       | -                   | Debutto               |
| Trinidad e Tobago | -                   | Cuba 2014             |

## Torneo

### Fase a gironi
| Girone A  | Girone B          | Girone C    |
| --------- | ----------------- | ----------- |
| Colombia  | Cuba              | Argentina   |
| Guatemala | Rep. Dominicana   | Cile        |
| Messico   | Trinidad e Tobago | Saint Lucia |

#### Girone A

##### Risultati
| 5 settembre 2016 La Colmena, Guanajuato Durata: 1h:30 - Spettatori: 1 800 | Messico  | 3 - 1 | Guatemala | 21-25, 25-21, 25-23, 25-18 |
| 6 settembre 2016 La Colmena, Guanajuato Durata: 0h:40 - Spettatori: 175   | Colombia | 3 - 0 | Guatemala | 25-14, 25-20, 25-21        |
| 7 settembre 2016 La Colmena, Guanajuato Durata: 1h:31 - Spettatori: 1 500 | Messico  | 1 - 3 | Colombia  | 25-22, 20-25, 19-25, 15-25 |

##### Classifica
| Pos | Squadra   | Pt | G | V | P | SV | SP | Ratio | PF  | PS  | Ratio |
| --- | --------- | -- | - | - | - | -- | -- | ----- | --- | --- | ----- |
| 1   | Colombia  | 9  | 2 | 2 | 0 | 6  | 1  | 6.000 | 172 | 134 | 1.284 |
| 2   | Messico   | 5  | 2 | 1 | 1 | 4  | 4  | 1.000 | 175 | 184 | 0.951 |
| 3   | Guatemala | 0  | 2 | 0 | 2 | 1  | 6  | 0.167 | 142 | 171 | 0.830 |

#### Girone B

##### Risultati
| 5 settembre 2016 La Colmena, Guanajuato Durata: 1h:00 - Spettatori: 150 | Trinidad e Tobago | 0 - 3 | Rep. Dominicana   | 16-25, 20-25, 15-25 |
| 6 settembre 2016 La Colmena, Guanajuato Durata: 0h:52 - Spettatori: 60  | Cuba              | 3 - 0 | Trinidad e Tobago | 25-11, 25-15, 25-7  |
| 7 settembre 2016 La Colmena, Guanajuato Durata: 0h:52 - Spettatori: 800 | Rep. Dominicana   | 0 - 3 | Cuba              | 15-25, 17-25, 19-25 |

##### Classifica
| Pos | Squadra           | Pt | G | V | P | SV | SP | Ratio | PF  | PS  | Ratio |
| --- | ----------------- | -- | - | - | - | -- | -- | ----- | --- | --- | ----- |
| 1   | Cuba              | 10 | 2 | 2 | 0 | 6  | 0  | MAX   | 150 | 84  | 1.786 |
| 2   | Rep. Dominicana   | 5  | 2 | 1 | 1 | 3  | 3  | 5.000 | 126 | 126 | 1.000 |
| 3   | Trinidad e Tobago | 0  | 2 | 0 | 2 | 0  | 6  | 0.000 | 84  | 150 | 0.560 |

#### Girone C

##### Risultati
| 5 settembre 2016 La Colmena, Guanajuato Durata: 0h:48 - Spettatori: 100 | Saint Lucia | 0 - 3 | Argentina   | 14-25, 10-25, 8-25  |
| 6 settembre 2016 La Colmena, Guanajuato Durata: 0h:50 - Spettatori: 100 | Cile        | 3 - 0 | Saint Lucia | 25-9, 25-6, 25-8    |
| 7 settembre 2016 La Colmena, Guanajuato Durata: 1h:02 - Spettatori: 100 | Argentina   | 3 - 0 | Cile        | 25-18, 25-18, 25-19 |

##### Classifica
| Pos | Squadra     | Pt | G | V | P | SV | SP | Ratio | PF  | PS  | Ratio |
| --- | ----------- | -- | - | - | - | -- | -- | ----- | --- | --- | ----- |
| 1   | Argentina   | 10 | 2 | 2 | 0 | 6  | 0  | MAX   | 150 | 87  | 1.724 |
| 2   | Cile        | 5  | 2 | 1 | 1 | 3  | 3  | 5.000 | 130 | 98  | 1.327 |
| 3   | Saint Lucia | 0  | 2 | 1 | 2 | 0  | 6  | 0.000 | 55  | 150 | 0.367 |

### Fase finale
|  | Quarti          | Quarti   |           |      | Semifinali         | Semifinali         |  |  | Finale 1º/2º posto | Finale 1º/2º posto |
|  |                 |          |           |      |                    |                    |  |  |                    |                    |
|  |                 |          |           |      |                    |                    |  |  |                    |                    |
|  |                 |          |           |      |                    |                    |  |  |                    |                    |
|  | -               | -        |           |      |                    |                    |  |  |                    |                    |
|  | -               | -        |           |      |                    |                    |  |  |                    |                    |
|  | -               | -        |           |      |                    |                    |  |  |                    |                    |
|  | -               | -        | Argentina | 3    |                    |                    |  |  |                    |                    |
|  |                 |          | Argentina | 3    |                    |                    |  |  |                    |                    |
|  |                 | Colombia | 0         |      |                    |                    |  |  |                    |                    |
|  | Colombia        | Colombia | 0         | 3    |                    |                    |  |  |                    |                    |
|  | Colombia        |          |           | 3    |                    |                    |  |  |                    |                    |
|  | Rep. Dominicana | 1        |           |      |                    |                    |  |  |                    |                    |
|  | Rep. Dominicana | 1        | Argentina | 3    |                    |                    |  |  |                    |                    |
|  |                 |          | Argentina | 3    |                    |                    |  |  |                    |                    |
|  |                 | Cuba     | 1         |      |                    |                    |  |  |                    |                    |
|  | -               | Cuba     | 1         | -    |                    |                    |  |  |                    |                    |
|  | -               |          |           | -    |                    |                    |  |  |                    |                    |
|  | -               | -        |           |      |                    |                    |  |  |                    |                    |
|  | -               | -        | Cuba      | 3    | Finale 3º/4º posto | Finale 3º/4º posto |  |  |                    |                    |
|  |                 |          | Cuba      | 3    | Finale 3º/4º posto | Finale 3º/4º posto |  |  |                    |                    |
|  |                 | Cile     | 0         |      |                    |                    |  |  |                    |                    |
|  | Cile            | Cile     | 0         | 3    | Colombia           | 0                  |  |  |                    |                    |
|  | Cile            |          |           | 3    | Colombia           | 0                  |  |  |                    |                    |
|  | Messico         | 0        |           | Cile | 3                  |                    |  |  |                    |                    |
|  | Messico         | 0        |           |      | 3                  |                    |  |  |                    |                    |
|  |                 |          |           |      |                    |                    |  |  |                    |                    |
|  |                 |          |           |      |                    |                    |  |  |                    |                    |

#### Quarti di finale
| 8 settembre 2016 La Colmena, Guanajuato Durata: 1h:34 - Spettatori: 450   | Colombia | 3 - 1 | Rep. Dominicana | 25-22, 25-22, 18-25, 25-17 |
| 8 settembre 2016 La Colmena, Guanajuato Durata: 1h:07 - Spettatori: 1 500 | Cile     | 3 - 0 | Messico         | 25-20, 25-19, 25-18        |

#### Semifinali
| 9 settembre 2016 La Colmena, Guanajuato Durata: 1h:01 - Spettatori: 500   | Argentina | 3 - 0 | Colombia | 25-19, 25-18, 25-18 |
| 9 settembre 2016 La Colmena, Guanajuato Durata: 1h:05 - Spettatori: 1 000 | Cuba      | 3 - 0 | Cile     | 25-21, 25-14, 25-22 |

#### Finale 9º posto
| 8 settembre 2016 La Colmena, Guanajuato Durata: 0h:56 - Spettatori: 100 | Trinidad e Tobago | 3 - 0 | Saint Lucia | 25-16, 25-17, 25-18 |

#### Finale 7º posto
| 9 settembre 2016 La Colmena, Guanajuato Durata: 1h:05 - Spettatori: 100 | Guatemala | 3 - 0 | Trinidad e Tobago | 25-18, 25-20, 25-20 |

#### Finale 5º posto
| 10 settembre 2016 La Colmena, Guanajuato Durata: 2h:03 - Spettatori: 1 500 | Messico | 3 - 2 | Rep. Dominicana | 37-35, 25-19, 23-25, 21-25, 15-12 |

#### Finale 3º posto
| 10 settembre 2016 La Colmena, Guanajuato Durata: 1h:06 - Spettatori: 1 500 | Colombia | 0 - 3 | Cile | 20-25, 16-25, 23-25 |

#### Finale
| 10 settembre 2016 La Colmena, Guanajuato Durata: 1h:26 - Spettatori: 1 500 | Argentina | 3 - 1 | Cuba | 25-19, 21-25, 25-19, 25-20 |

## Classifica finale
| Pos     | Squadra           | Rosa |
| ------- | ----------------- | --- |
| Oro     | Argentina         | Formazione: 1 Sánchez, 2 Melgarejo, 3 Martínez, 6 Vieira, 7 Luengas, 8 Bitar, 9 Danani, 10 Lazo, 11 Fernández, 12 Lima, 16 Johansen, 20 Arreche, CT: Soto                     |
| Argento | Cuba              | Formazione: 1 Melgarejo, 2 López, 4 Taboada, 5 Concepción, 6 Rendón, 7 Massó, 8 Flores, 10 Gutiérrez, 13 Romero, 15 Goide, 16 Alonso, 19 Salazar, CT: Cruz                    |
| Bronzo  | Cile              | Formazione: 1 Guerra, 2 Ibarra, 3 Araya, 4 Fuentes, 7 Baeza, 9 Bonačić, 10 Mardones, 12 Jeria, 13 Lavín, 14 Villarreal, 18 Borelli, 19 Banda, CT: Nejamkin                    |
| 4       | Colombia          | Formazione: 1 I. Hurtado, 2 Mejía, 3 J. Hurtado, 4 Puccini, 5 Moreno, 7 Morelos, 8 Ruiz, 9 Giraldo, 10 Cañate, 11 Polchlopek, 14 Carabalí, 16 Meza, CT: Oncken                |
| 5       | Messico           | Formazione: 1 Rubio, 2 Moraila, 3 Muñoz, 5 Gaxiola, 6 Mendoza, 9 Acosta, 10 Krauss, 11 Cruz, 12 Chávez, 13 Martínez, 14 Arce, 15 Aranda, 16 Hernández, 17 Bojórquez, CT: León |
| 6       | Rep. Dominicana   | Formazione: 1 Villar, 2 Benítez, 5 Miéses, 7 Santana, 12 Arredondo, 13 Rosario, 14 Romero, 15 Paulino, 16 Díaz, 18 Lu. Rodríguez, CT: Lo. Rodríguez                           |
| 7       | Guatemala         | Formazione: 1 Paz, 2 López, 3 Chacón, 4 Santa Cruz, 5 Flores, 6 Pineda, 7 Ruano, 8 Rodríguez, 9 Maldonado, 10 de los Ángeles, 15 Aragón, 16 Quiñonez, CT: Lucas               |
| 8       | Trinidad e Tobago | Formazione: 2 Theodore, 3 Williams, 5 Grant, 6 Harry, 7 Phillip, 8 Donald, 9 Wright, 12 Basdeo, 14 Roberts, 16 Prescott, 17 Edwards, 18 Stewart, CT: Dickson                  |
| 9       | Saint Lucia       | Formazione: 1 Scott, 2 Ferdinand, 3 Germaine, 4 Richards, 5 Eudoxie, 6 Curtis, 7 Andrew Marquis, 8 Lionel, 9 André Marquis, 10 Francois, 11 Faulkner, 12 Leonce, CT: Charlery |

## Premi individuali
| Premio                | Nome               | Squadra   |
| --------------------- | ------------------ | --------- |
| MVP                   | Germán Johansen    | Argentina |
| Miglior realizzatore  | José Rubio         | Messico   |
| Miglior servizio      | Miguel Ángel López | Cuba      |
| Miglior difesa        | Luis Santa Cruz    | Guatemala |
| Miglior ricevitore    | Jeyson Morelos     | Colombia  |
| Miglior palleggiatore | Matías Sánchez     | Argentina |
| Miglior opposto       | Osniel Rendón      | Cuba      |
| Miglior schiacciatore | Miguel Ángel López | Cuba      |
| Miglior schiacciatore | Nicolás Lazo       | Argentina |
| Miglior centrale      | Gastón Fernández   | Argentina |
| Miglior centrale      | Christian Arce     | Messico   |
| Miglior libero        | Luis Santa Cruz    | Guatemala |